# Eduard August Rübel
Eduard August Rübel, né le 18 juillet 1876 à Fluntern (aujourd'hui quartier de la ville de Zurich) et mort à Zurich le 24 juin 1960, est un botaniste suisse et citoyen américain.

## Publications
- (de) Geobotanische Untersuchungsmethoden, Gebrüder Borntraeger, Berlin, 1922.